# Chaetocraniopsis chilensis
Chaetocraniopsis chilensis là một loài ruồi trong họ Tachinidae.